# Oydin Norboyeva
Oydin Norboyeva (auch Swetlana Norbajewa, russisch Светлана Норбаева, Swetlana Norbajewa; * 5. März 1944 in Taschkent, Usbekische SSR, Sowjetunion) ist eine sowjetische und usbekische Schauspielerin. Sie studierte am Ostrowski-Institut für Theater und Kunst in Taschkent,  wo sie 1964 ihren Abschluss machte. Die Darstellerin hat mehrere nationale Auszeichnungen erhalten, u. a. den Titel „Volkskünstlerin der UsSSR“ (1979).

## Filmografie (Auswahl)
- 1972: Die Schlacht im Tal der weißen Tulpen[1] (tadschikisch Рустам ва Сӯҳроб, Rustam wa Suhrob, Tadschikfilm, Verfilmung der Sage „Rostam und Sohrab“ aus dem Heldenepos „Schāhnāme“) als Tahmine
- 1976: Du – mein Lied (russisch Ты – песня моя, Ty – pesnja moja, Usbekfilm) als Kamila[2]
- 1979: Des Drachens grauer Atem als Vanna Blake